# Адзіномото (стадіон)
«Адзіномото» (яп. 味の素スタジアム, Ajinomoto Sutajiamu) — багатофункціональний стадіон у місті Тьофу, столичний округ Токіо, Японія. Є домашньою ареною футбольних клубів Джей-ліги: «Токіо» та «Токіо Верді». Крім футбольних матчів на стадіоні також проводяться ігри з американського футболу і регбі. Крім того «Адзіномото» використовується і не для спортивних заходів: концертів і блошиних ринків. Стадіон вміщує 50 тисяч глядачів і був відкритий 10 березня 2001 року.

## Історія
Стадіон був побудований в Канто Мура, території, яка раніше була в користуванні Збройних сил США, і відкритий в березні 2001 року. Називаючись спочатку Токійським стадіоном, він став першим в Японії футбольним стадіон, що взяв ім'я свого спонсора. Так згідно з контрактом з компанією Ajinomoto в березні 2003 року, йому і дано було нинішню назву. Під час міжнародних турнірів, де заборонені комерційні назви, арена носить наву Стадіон Токіо (яп. 東京スタジアム, Tōkyō Sutajiamu).
Під час чемпіонату світу з футболу 2002 року тренувальна база збірної Саудівської Аравії розташовувалася в місті Тьофу, відповідно тренування і контрольні матчі вона проводила на арені «Адзіномото». Сам стадіон, однак, не прийняв жодного офіційного матчу того чемпіонату світу.
У 2010 та 2017 роках приймав деякі з матчів Кубка Східної Азії з футболу.
1 січня 2016 року на стадіоні відбувся фінал Кубка Імператора «Гамба Осака» — «Урава Ред Даймондс» (2:1).
Під час землетрусу і цунамі в 2011 році стадіон використовувався як притулок для тих, хто вижив
Стадіон приймав матчі чемпіонату світу з регбі-15 2019 року, де відбулася церемонія відкриття, матч-відкриття, а також інші 7 ігор, включаючи матч за 3-тє місце. Згодом на ньому пройшов і футбольний турнір в рамках Олімпійських ігор 2020 року. Крім того в рамках Олімпіади тут проводились також змагання з регбі-7 та сучасного п’ятиборства.

## Транспорт
- Лінія Кейо: 5 хвилин пішки від станції Тобітакю.
- Лінія Тамагава: 20 хвилин пішки від станції Тама.

## Галерея

Панорама стадіону

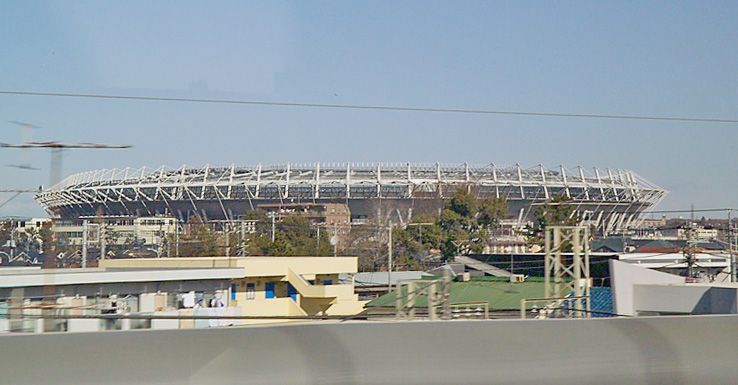
Будівництво стадіону
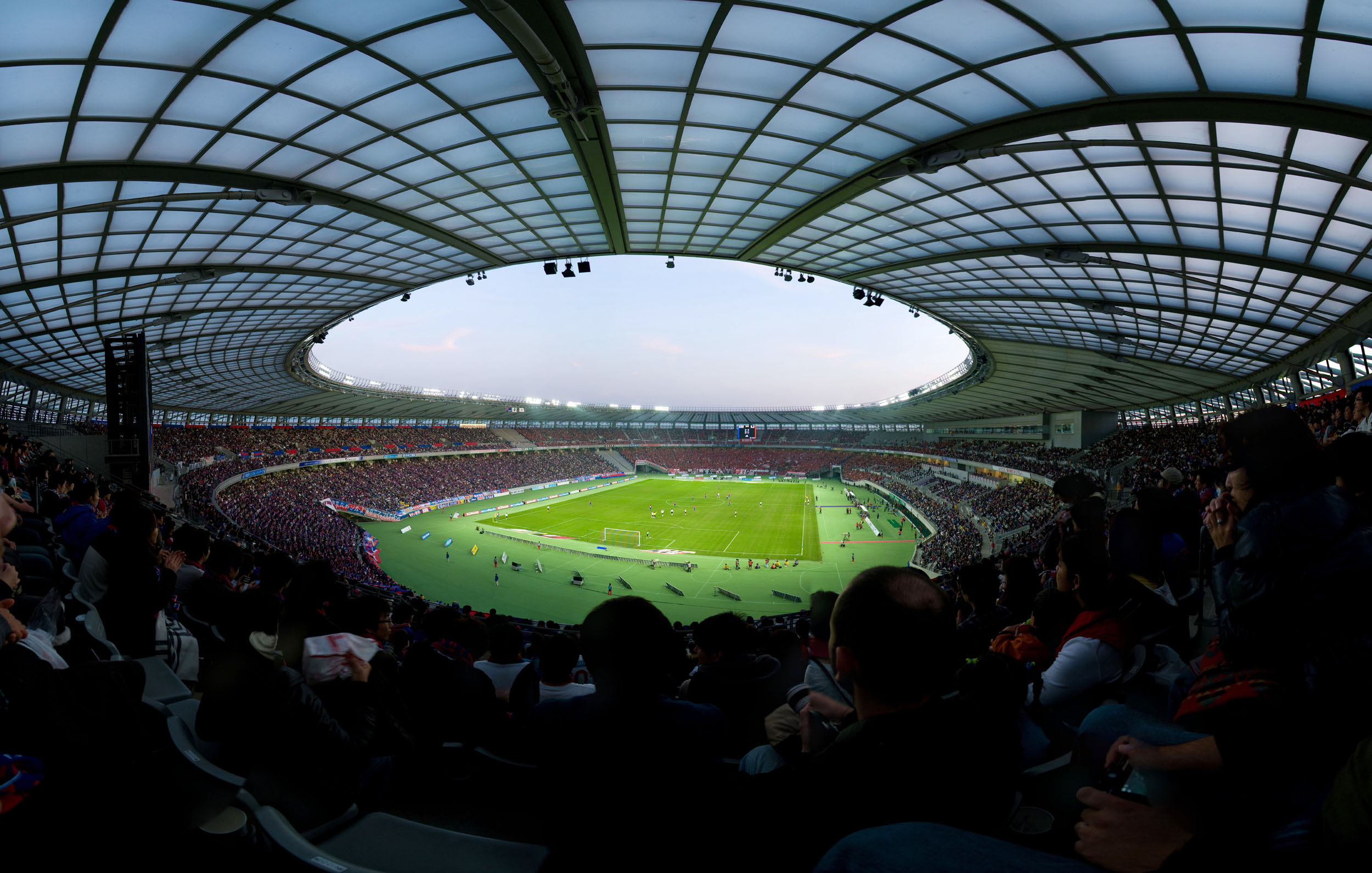
Вид з трибун
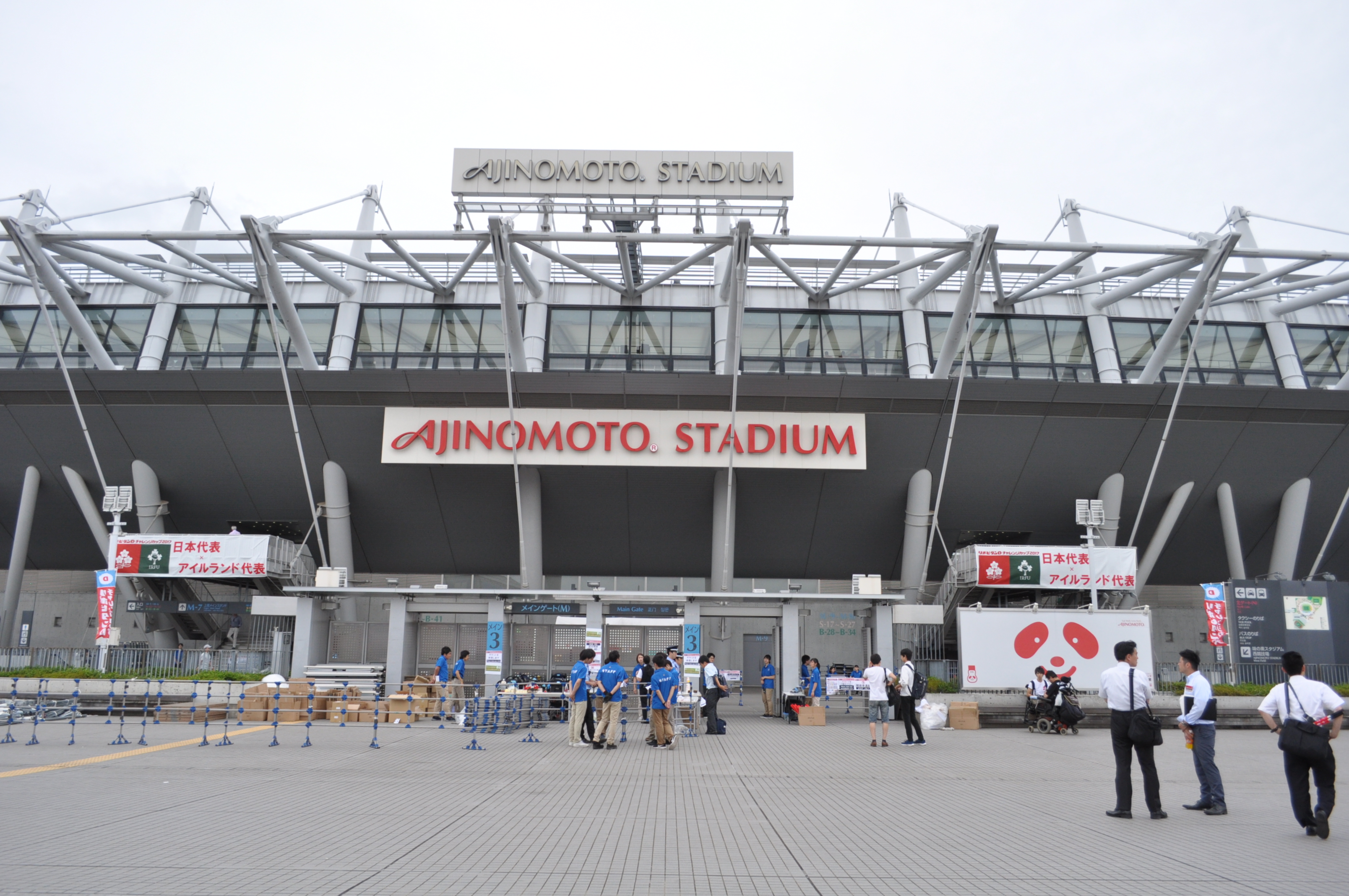
Зовнішній вигляд
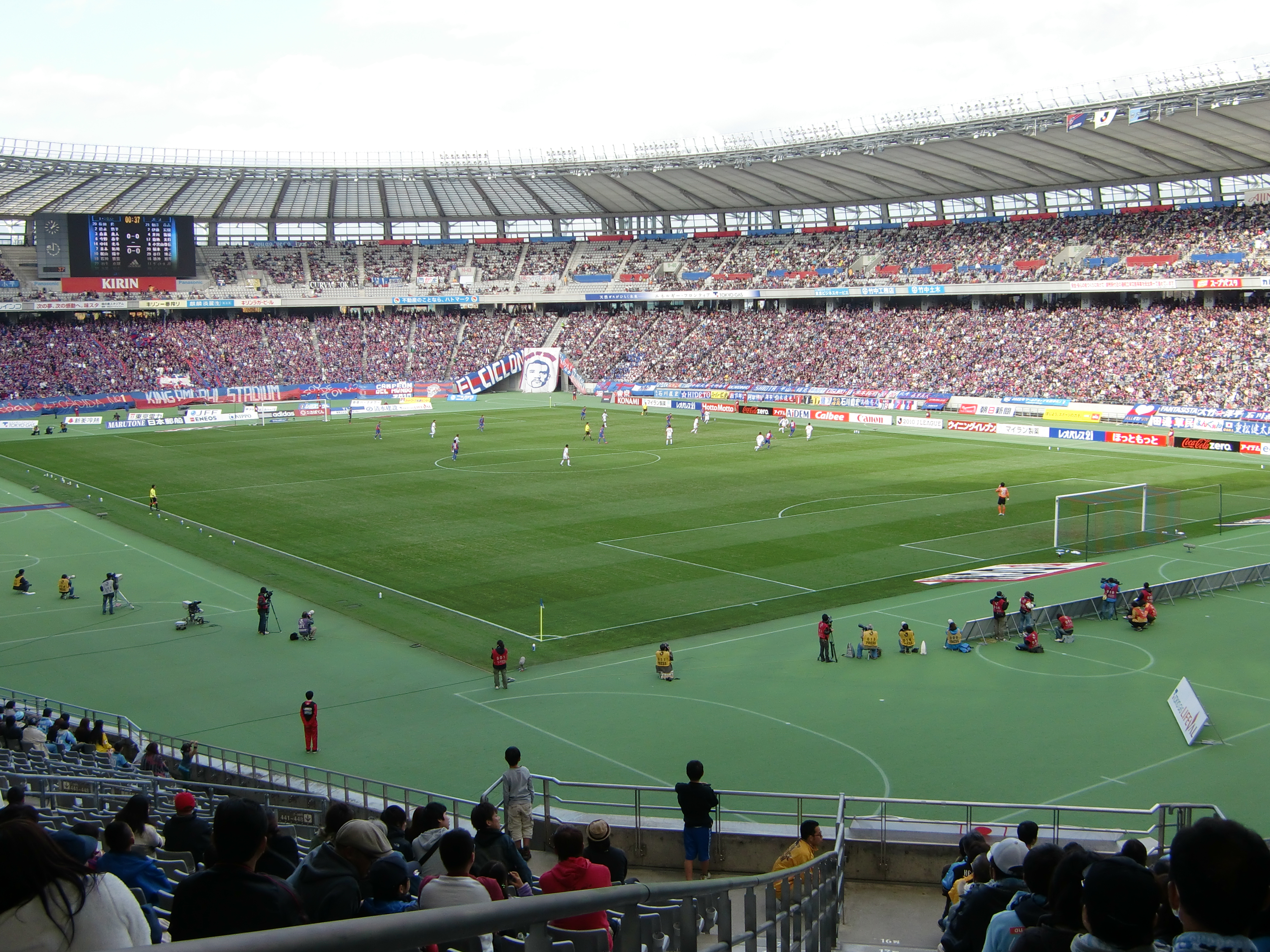
Стадіон під час футбольного матчу
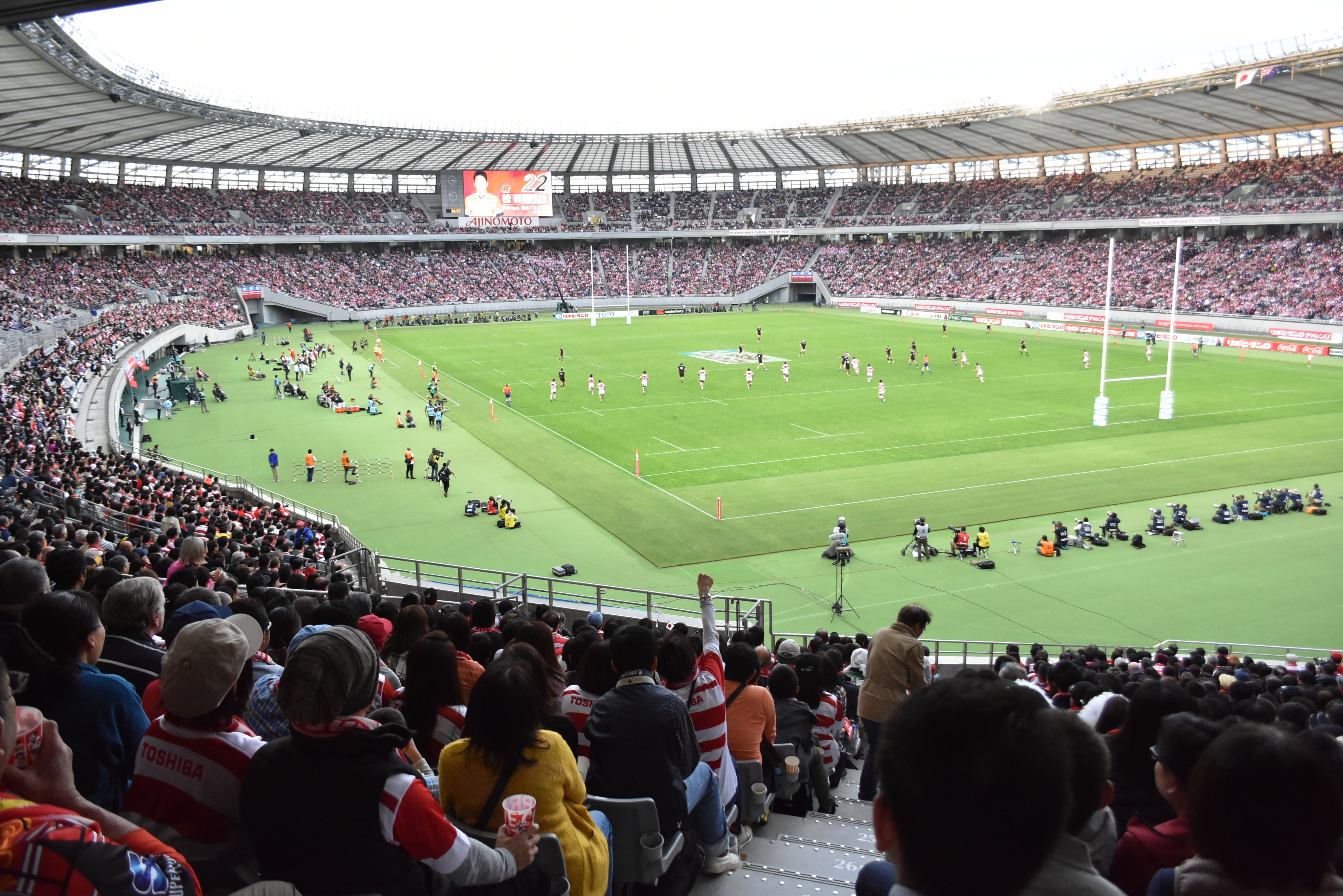
Стадіон під час регбійного матчу
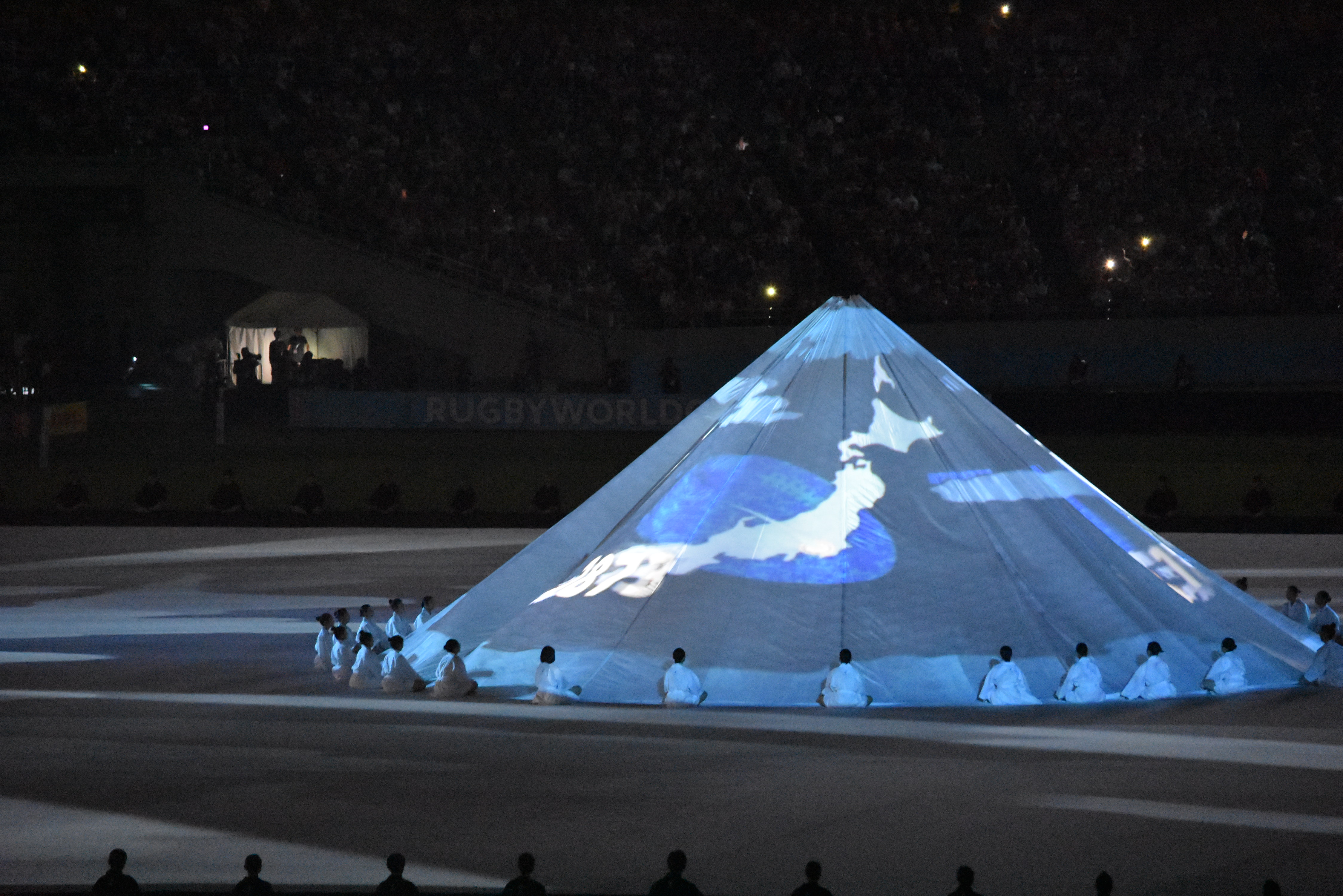
Церемонія відкриття чемпіонату світу з регбі-15 2019 року